# صورت فرشته (کوکتل)
صورت فرشته یک کوکتل رسمی لیست ای‌بی‌ای است که از جین ، براندی زردآلو و کالوادوس به مقدار مساوی تهیه می شود. 
این کوکتل برای اولین بار در کتاب کوکتل ساوی که توسط هری کرادوک در سال ۱۹۳۰ گردآوری شده است پیدا شده است.  